# Stenelmis douglasensis
Stenelmis douglasensis är en skalbaggsart som beskrevs av Ivan T. Sanderson 1938. Stenelmis douglasensis ingår i släktet Stenelmis och familjen bäckbaggar. Inga underarter finns listade i Catalogue of Life.